# Metabolisierungsrate
Die Metabolisierungsrate, d. h. die Rate der Metabolisierung, gibt an, zu welchem Anteil ein dem Körper zugeführtes Medikament durch sog. Biotransformation (vor allem in der Leber) verändert bzw. abgebaut wird. Dabei können wiederum neue Stoffe entstehen, die ebenso eine Wirkung entfalten können, welche zum einen stärker oder schwächer als die Wirkung des ursprünglichen Medikaments sind, oder zum anderen auch eine ganz andere Wirkung entfalten können. Ebenso kann das entstehende Produkt auch keinen Einfluss auf den Körper haben.